# Retrocarga

Animação do ciclo de retrocarga de um canhão naval, exibindo o funcionamento das escotilhas de segurança sincronizadas.

Retrocarga, é o termo que se usa para designar uma arma de fogo na qual tanto o projétil quanto o propelente são carregados através da "culatra" do cano da mesma; ao contrário das armas de carregamento pela "boca" do cano (antecarga), nas quais o projétil e o propelente são introduzidos pela parte frontal do cano ou da(s) câmara(s) da arma.

## Utilização

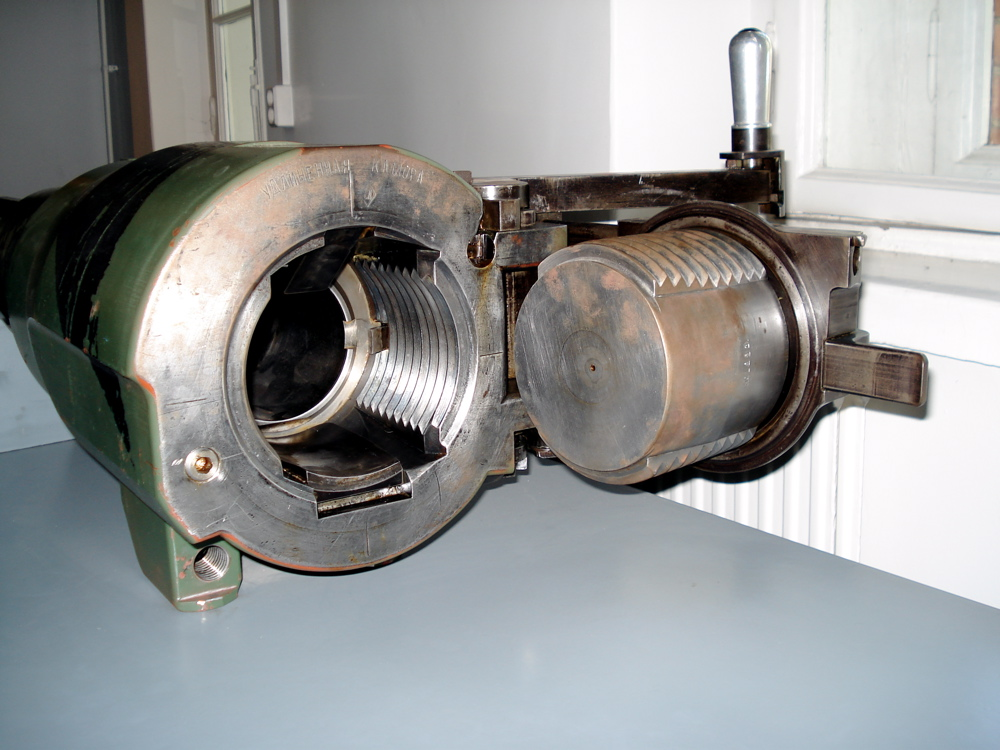
Culatra de obuseiro M1910 de 122 mm russo, modificado e combinado com o cano do obuseiro H37 de 105mm.

As armas de fogo modernas geralmente são de retrocarga (carregadas pela culatra) - exceto para réplicas de armas antigas. As primeiras armas de fogo até meados do século XIX, entretanto, eram quase totalmente de antecarga (carregadas pela "boca" do cano). Os morteiros são as únicas armas de antecarga que permanecem em uso frequente nos dias de hoje.
A retrocarga oferece a vantagem de reduzir o tempo de recarga, porque é muito mais rápido carregar o projétil e o propelente na câmara de uma arma / canhão do que chegar até a extremidade dianteira para carregar a munição e, em seguida, empurrá-los de volta por um tubo longo - especialmente quando o projétil se encaixa bem e o tubo tem sulcos espirais de estriamento. Na artilharia de campanha, as vantagens eram semelhantes - as tripulações não precisavam mais ficar na frente do canhão e forçar as coisas para baixo em um cano longo com uma vareta, e o projétil agora podia se encaixar perfeitamente no cano, aumentando a precisão. Também tornou mais fácil carregar uma arma previamente disparada com um cano sujo. Torres de canhão e posições para os carregadores de culatra podem ser menores, já que as tripulações não precisam retrair a arma para carregamento frontal.
Depois que a retrocarga se tornou comum, também se tornou uma prática comum encaixar sistemas de recuo em canhões de campanha para evitar que o recuo rolasse a carruagem para trás a cada tiro e arruinasse a mira. Isso proporcionou tempos de tiro mais rápidos, mas não está diretamente relacionado ao fato de a arma ser carregada pela culatra ou não. Agora que as armas podiam disparar sem recuar, a tripulação pôde permanecer agrupada em torno da arma, pronta para carregar e dar os toques finais na mira, após o disparo seguinte. Isso levou ao desenvolvimento de um escudo blindado adaptado ao transporte da arma, para ajudar a proteger a tripulação de tiros de longo alcance ou fogo de franco-atirador dos novos rifles de alta velocidade de longo alcance ou mesmo metralhadoras.

## Histórico

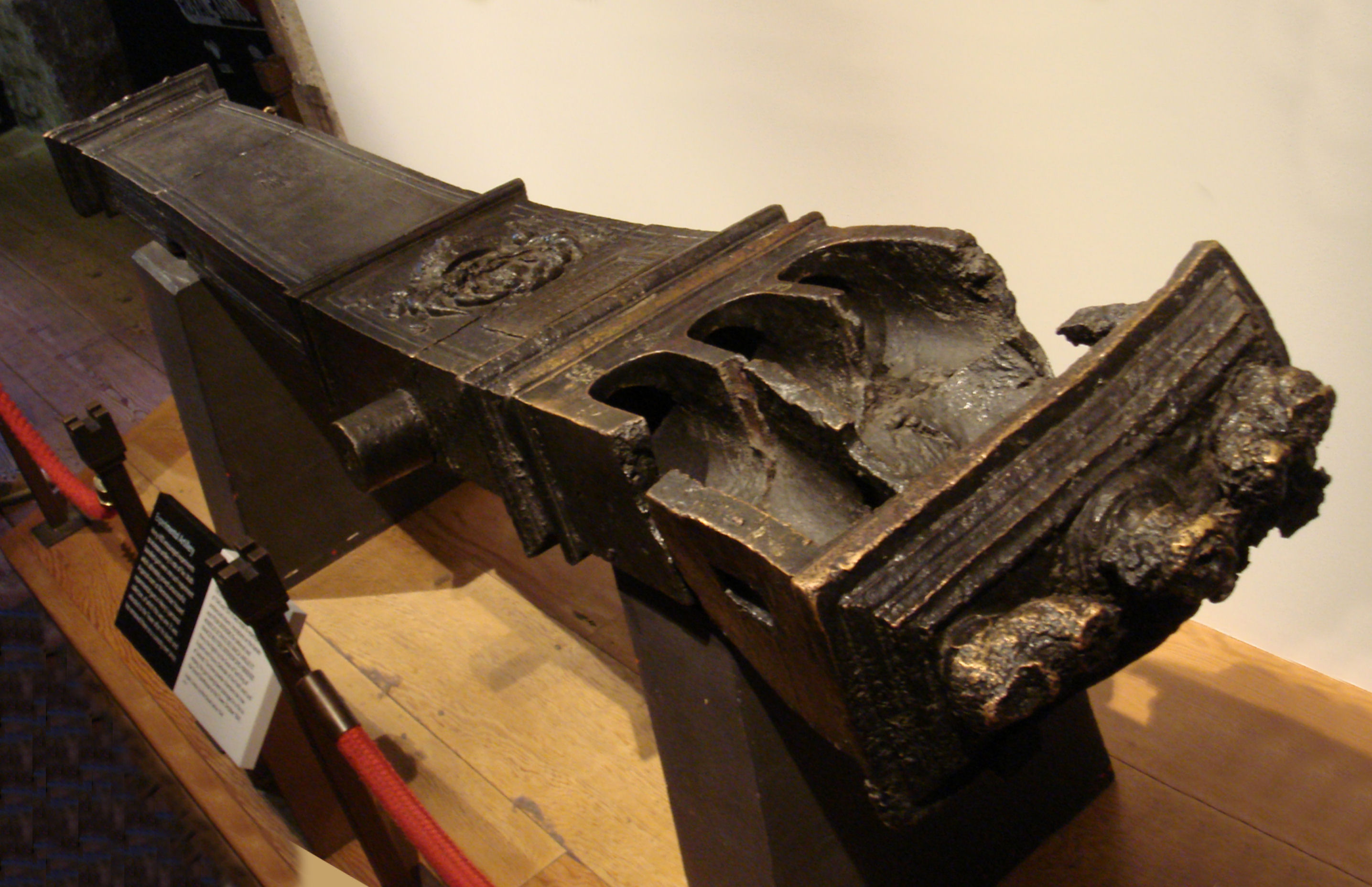
Canhão experimetal de três tiros por retrocarga do Rei Henrique VIII, 1540–1543.

Embora as armas por retrocarga tenham sido desenvolvidas já no final do século XIV na Borgonha, as armas por retrocarga tornaram-se mais bem-sucedidas com melhorias na engenharia de precisão e usinagem no século XIX (ver arma por agulha Dreyse).
As armas de fogo por retrocarga são conhecidas desde o século XVI. Henrique VIII possuía uma, que ele aparentemente usava como arma de caça para atirar em pássaros. Enquanto isso, na China, uma forma inicial de mosquete de carregamento de culatra, conhecido como "Che Dian Chong", era conhecido por ter sido criado na segunda metade do século XVI para os arsenais da dinastia Ming. Como todas as primeiras armas de fogo por retrocarga, o vazamento de gás era uma limitação e um perigo presente no mecanismo da arma.
Mais armas de fogo por retrocarga foram feitas no início do século XVIII. Sabe-se que uma dessas armas pertenceu a Filipe V de Espanha e foi fabricada por volta de 1715, provavelmente em Madrid. Ela vinha com um cartucho reutilizável pronto para carregar.

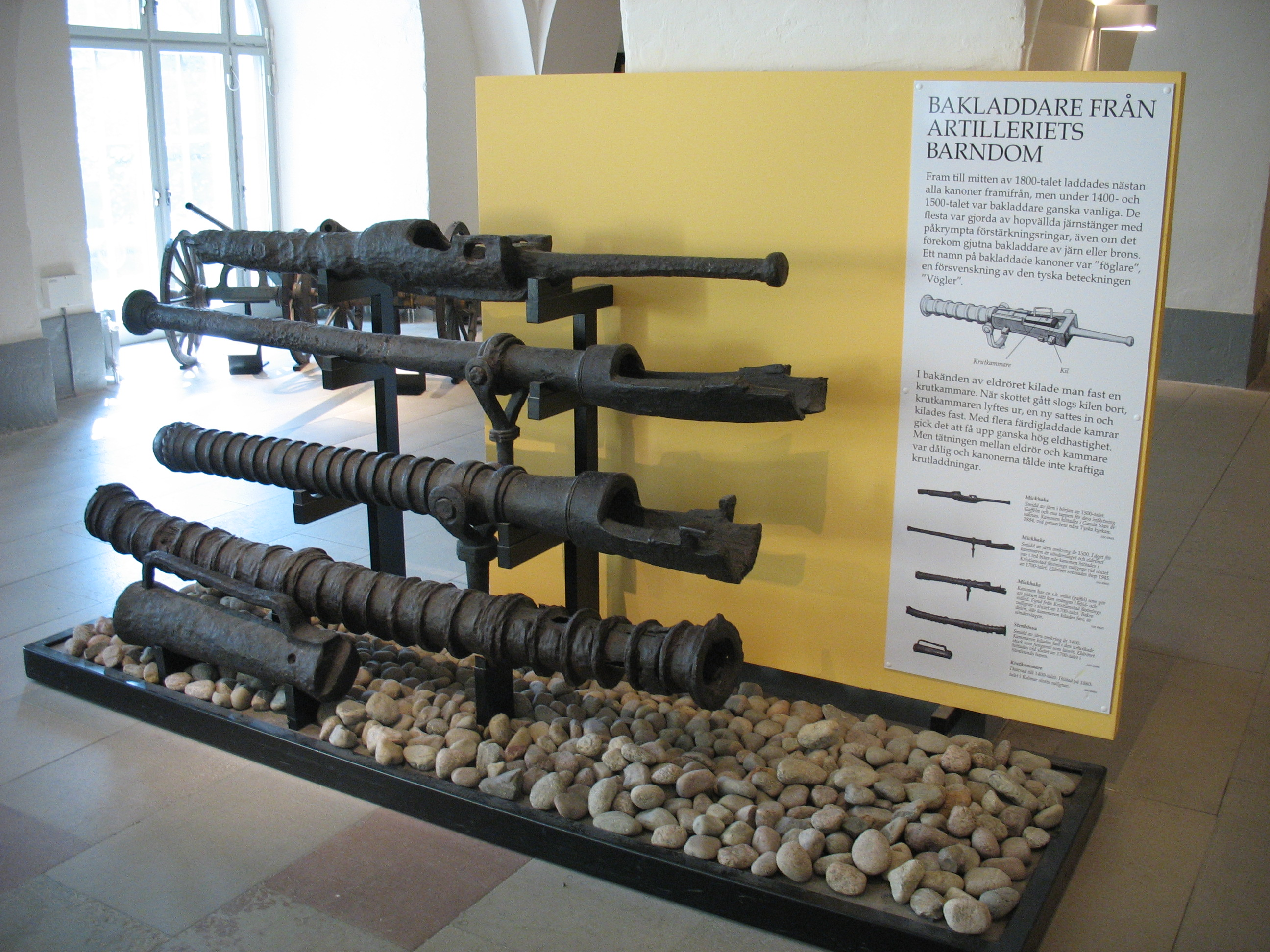
Exemplares de diferentes armas por antecarga dos séculos XV E XVI expostas no Museu do Exército sueco em Estocolmo.

Patrick Ferguson, um oficial do Exército Britânico, desenvolveu em 1772 o rifle Ferguson, uma arma de pederneira e por retrocarga. Aproximadamente duzentos desses rifles foram fabricados e usados na Batalha de Brandywine, durante a Guerra Revolucionária Americana, mas logo depois foram aposentados e substituídos pelo mosquete Brown Bess padrão.
Mais tarde, em meados do século XIX, houve tentativas na Europa de obter uma arma de fogo por retrocarga eficaz. Houve tentativas concentradas de melhorar os cartuchos e os métodos de ignição.
Em Paris em 1808, em associação com o armeiro francês François Prélat, Jean Samuel Pauly criou os primeiros cartuchos totalmente autônomos: os cartuchos incorporavam uma base de cobre com pólvora de espoleta de fulminato de mercúrio integrada (a grande inovação de Pauly), uma bala redonda e um estojo de latão ou de papel. O cartucho era carregado pela culatra e disparado com uma "agulha". As armas por retrocarga usando cartuchos de fogo central acionados por agulha, se tornariam uma característica importante das armas de fogo depois disso. A arma de fogo correspondente também foi desenvolvida por Pauly. Pauly fez uma versão melhorada, que foi protegida por uma patente em 29 de setembro de 1812.
O "cartucho Pauly" foi ainda melhorado pelo armeiro francês Casimir Lefaucheux em 1828, adicionando uma espoleta com espiga, mas Lefaucheux não registrou sua patente até 1835: um cartucho com espiga contendo pólvora em um estojo de papelão.
Em 1845, outro francês Louis-Nicolas Flobert inventou, para tiro de salão, o primeiro cartucho de fogo circular, constituído por uma bala encaixada em uma espoleta de percussão. Geralmente derivado nos calibres de 6 mm e 9 mm, é desde então denominado "cartucho Flobert" mas não contém pólvora; a única substância propelente contida no cartucho é da própria espoleta de percussão. Em países de língua inglesa, o "cartucho Flobert" corresponde às munições .22 BB e .22 CB.
Em 1846, outro francês, Benjamin Houllier, patenteou o primeiro cartucho totalmente metálico contendo pólvora em um estojo metálico. Houllier comercializou suas armas em associação com os armeiros Blanchard e Charles Robert. Mas os cartuchos Houllier' e Lefaucheux subsequentes, mesmo que fossem os primeiros cartuchos totalmente metálicos, ainda eram cartuchos de espiga, como os usados nos revólveres LeMat (1856) e Lefaucheux (1858), embora o LeMat também tenha evoluído para um revólver para cartuchos de fogo circular.
O primeiro cartucho de fogo central foi introduzido em 1855 por Pottet, com espoletas do tipo Berdan e Boxer.
Em 1842, as Forças Armadas da Noruega adotaram o o rifle Kammerlader, de retrocarga e por espoleta de percussão, uma das primeiras ocorrências em que um exército moderno adotou amplamente um rifle de retrocarga como principal arma de fogo de infantaria.

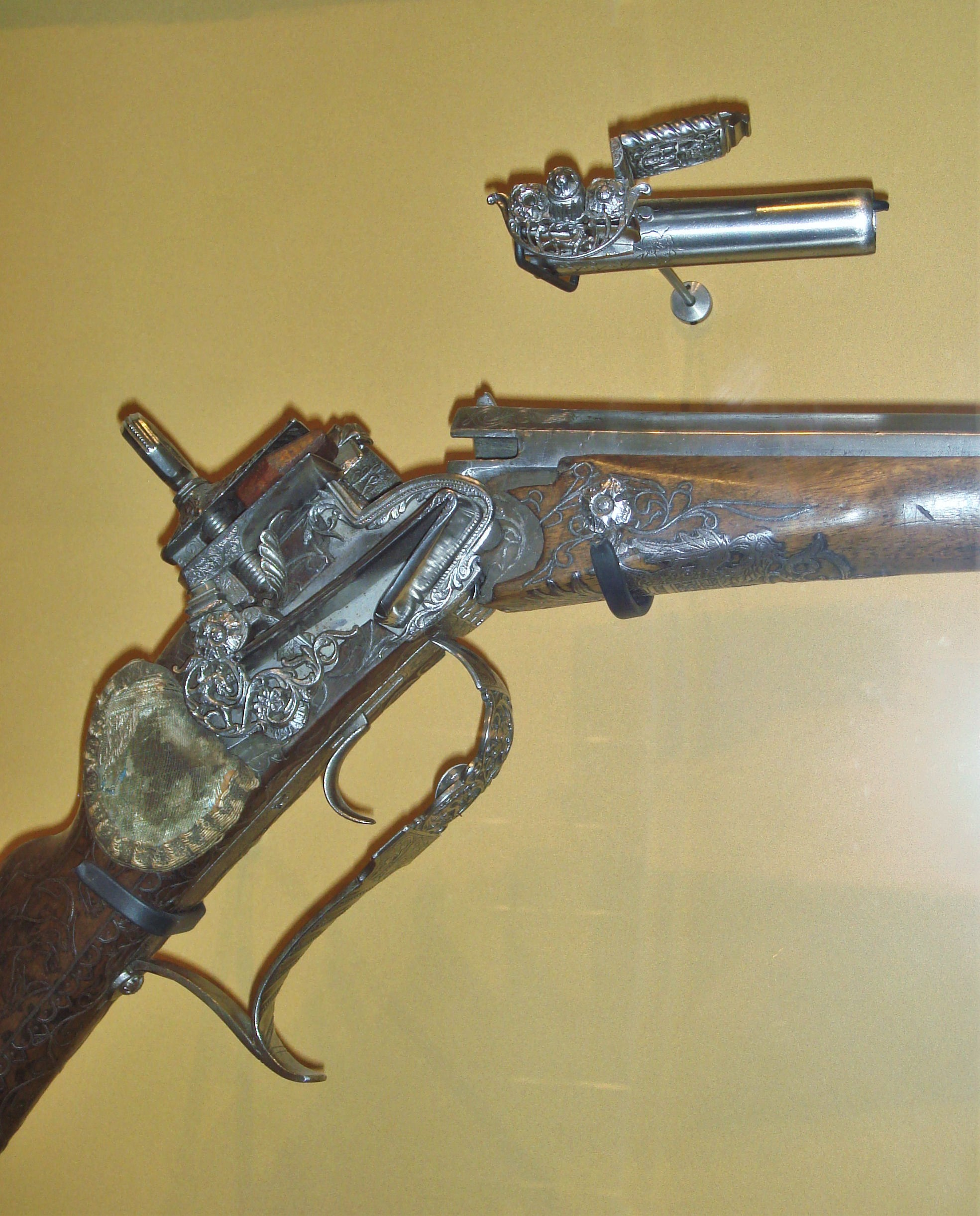
Close de um mecanismo de retrocarga de um rifle de 1715.

O Dreyse Zündnadelgewehr (arma de agulha Dreyse) era um rifle de tiro único usando um ferrolho rotativo para selar a culatra. Foi assim chamado por causa de seu pino de disparo de 0,5 polegadas em forma de agulha, transpassava um estojo de papel para impactar uma espoleta de percussão na base da bala. Ele começou a ser desenvolvido na década de 1830 por Johann Nikolaus von Dreyse e, eventualmente, uma versão melhorada foi adotada pela Prússia no final da década de 1840. O cartucho de papel e a arma tinham inúmeras deficiências; especificamente, problemas sérios com vazamento de gás. No entanto, o rifle foi usado com grande sucesso no exército prussiano na Guerra Austro-Prussiana de 1866. Isso, e a Guerra Franco-Prussiana de 1870-71, acabou causando muito interesse na Europa para armas de retrocarga e o sistema militar prussiano em geral.
Em 1860, o governo da Nova Zelândia solicitou ao "Colonial Office" mais soldados para defender Auckland. O pedido não teve sucesso e o governo começou, em vez disso, a consultar a Grã-Bretanha para obter armas modernas. Em 1861, eles encomendaram a Calisher and Terry Carbine, que usava um sistema de retrocarga com uma bala de chumbo do tipo "Minié ball" no calibre .54 sobre uma carga de pólvora e uma bucha de cera, embrulhado em papel nitrado para mantê-lo à prova d'água. A carabina foi distribuída em pequenos números para a cavalaria inglesa (hussardos) desde 1857. Cerca de 3 a 4.000 carabinas foram trazidas para a Nova Zelândia alguns anos depois. A carabina foi amplamente usada pelos "Forest Rangers", uma força irregular liderada por Gustavus von Tempsky que se especializou em guerra de emboscada e reconhecimento. Von Tempsky gostava da carabina curta, que podia ser carregada deitado. O cartucho à prova d'água era mais fácil de manter seco nas matas da Nova Zelândia. Os museus da Nova Zelândia mantêm um pequeno número dessas carabinas em boas condições.

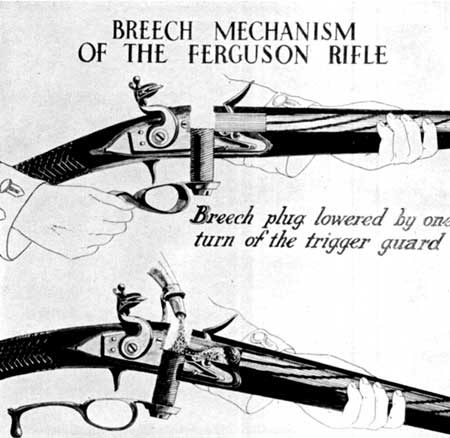
Ilustração do mecanismo de retrocarga do rifle Ferguson.

Durante a Guerra Civil Americana, pelo menos dezenove tipos de armas de retrocarga foram colocados em campo. Os rifles Sharps usaram um design de ação de bloco cadente bem-sucedido. Os rifles Greene, também de retrocarga, usavam ação de ferrolho rotativo. Os rifles Spencer, usavam ferrolho por ação de alavanca, era alimentado por um carregador tubular destacável para sete cartuchos. O Henry e o Volcanic usaram cartuchos metálicos de fogo circular, alimentados por um carregador tubular sob o cano. Eles tinham uma vantagem significativa sobre as armas de antecarga. As melhorias nas armas de retrocarga significaram o fim das armas de antecarga. Para fazer uso do enorme número de armas de antecarga excedentes de guerra, foi adotado o rifle Springfield Armory Allin Conversion Model em 1866 com a designação de "Springfield Model 1866". O General Burnside inventou um rifle por retrocarga antes da guerra, a carabina Burnside.
Os franceses adotaram o novo fuzil Chassepot em 1866, que foi muito melhorado em relação à "arma de agulha", pois sofria muitíssimo menos de vazamentos de gás devido ao seu sistema de vedação De Bange. Os britânicos inicialmente pegaram o Enfield existente e o equiparam com uma ação de retrocarga Snider (bloco sólido, com dobradiças paralelas ao cano) disparando o cartucho boxer .577 Snider. Após um exame competitivo de 104 armas em 1866, os britânicos decidiram adotar o Martini–Henry derivado do Peabody com mecanismo de carregamento por alçapão em 1871.
Armas de retrocarga de tiro único FORAM usadas ao longo da segunda metade do século XIX, mas foram lentamente substituídas por vários designs de rifles de repetição, usados pela primeira vez na Guerra Civil Americana. O carregamento manual deu lugar à alimentação manual do carregador e depois aos rifles automáticos.
A retrocarga ainda é comumente usado em espingardas e rifles de caça.